# Himbeerrote Hundsrute
Die Himbeerrote Hundsrute (Mutinus ravenelii) ist eine Pilzart aus der Gattung der Hundsruten (Mutinus).

## Merkmale
Die Fruchtkörper der Himbeerroten Hundsrute werden im reifen Zustand 5–8 cm hoch und bis etwa 1 cm stark. Sie entspringen einem weißen, länglich-eiförmigen 1–1,5 cm breiten Hexenei. Das Receptaculum ist ockergelblich bis himbeerrot gefärbt, besonders unter der Gleba an der Spitze. Die Gleba ist olivgrünlich und schleimig. Die Himbeerrote Hundsrute verströmt im Gegensatz zur Gemeinen Hundsrute einen intensiv aasartigen Geruch.

## Ökologie
Die Himbeerrote Hundsrute ist ein saprobiontischer Bodenbewohner, sie kommt in Mitteleuropa selten in Parkanlagen und Gärten unter Laub- und Nadelbäumen vor. Die Fruchtkörper erscheinen von Juni bis August.

## Verbreitung
Die Himbeerrote Hundsrute ist eine in Nordamerika heimische Art, die in Mitteleuropa eingeschleppt im Siedlungsbereich vorkommt. Es wird vermutet, dass sich die Art im Zuge der Klimaerwärmung weiter ausbreitet, sie wurde deshalb von der Deutschen Gesellschaft für Mykologie in eine Liste von Pilzarten aufgenommen, deren Vorkommen intensiver beobachtet werden sollen.

## Bedeutung
Die Himbeerrote Hundsrute kommt als Speisepilz nicht in Frage.